# Kościół Trójcy Świętej i Wszystkich Świętych w Goręczynie
Kościół Trójcy Świętej i Wszystkich Świętych w Goręczynie – rzymskokatolicki kościół parafialny we wsi Goręczyno, w gminie Somonino, w powiecie kartuskim, w województwie pomorskim. Należy do dekanatu Kartuzy diecezji pelplińskiej. Jego wizerunek widnieje w herbie gminy Somonino.

## Historia i wyposażenie
Świątynia w Goręczynie została ufundowana już w XIII stuleciu. Była to drewniana budowla nosząca wezwanie św. Agaty. Obecna, barokowa świątynia Świętej Trójcy i Wszystkich Świętych została wzniesiona przez Kartuzów w 1639 roku, o czym informuje tablica erekcyjna na murze zewnętrznym. W 1772 roku budowla została konsekrowana, w 1905 roku został dobudowany transept, w związku z czym świątynia uzyskała kształt krzyża. W latach 1912–14 budowla była restaurowana. Do wyposażenia należą ołtarze w stylu barokowym: główny pod wezwaniem Wszystkich Świętych i boczne pod wezwaniem Św. Trójcy i Matki Bożej. Najcenniejszymi elementami wyposażenia są figury Matki Bożej Miłosierdzia (umieszczone w ołtarzu głównym) i św. Barbary (mieszczą się we wnęce nad zakrystią). Na wieży jest umieszczony dzwon odlany w 1400 roku.